# I-20
I-20 (Interstate 20) — межштатная автомагистраль в Соединённых Штатах Америки, длиной 1539,38 мили (2477,39 км). Проходит по территории шести штатов.
Пересекает семь основных межштатных автомагистралей, направляющихся с севера на юг.
| Штат  | миль   | км      |
| ----- | ------ | ------- |
| TX    | 636,08 | 1023,67 |
| LA    | 189,87 | 305,57  |
| MS    | 154,61 | 248,82  |
| AL    | 214,7  | 345,5   |
| GA    | 202,61 | 326,07  |
| SC    | 141,51 | 227,74  |
| Всего | 1539,4 | 2477,4  |

## Маршрут магистрали

### Техас
I-20 берёт начало в 16 км на востоке от города Кент. Проходит через города Одесса, Мидленд и Абилин, затем поворачивает на восток по направлению к Далласу. На участке между Моханансом и I-10 имеет скоростное ограничение в 130 км/ч — самое высокое в США. Далее проходит через города Форт-Уэрт и Даллас, Арлингтон, Гранд-Прейри, Мескит, Террел, Тайлер, Маршалл и Лонгвью. Пересекает границу Техаса и Луизианы неподалёку от города Васкон.

### Луизиана
После пересечения границы, I-20 проходит через города Шривпорт и Боссье-Сити, в центре Шривпорта пересекает I-49. Далее проходит по холмистой местности, по городам Минден, Растон и Грэмблинг. После города Монро, приближается к реке Миссисипи и переходит на территорию штата Миссисипи.

### Миссисипи
Протяжённость автомагистрали I-20 на территории Миссисипи составляет 249 км. После пересечения реки, магистраль попадает на территорию города Виксбург. В городе Джэксон пересекает магистрали I-55 и I-49.

### Алабама
I-20 (совместно с I-59) попадает на территорию Алабамы у города Йорк. Далее I-20 и I-59 проходят через город Тускалусу, в Бирмингеме они разделяются. I-20 пересекает национальный лес Талладега.

### Джорджия
Пересекает границу у города Таллапуса и, через Дугласвилл, направляется в сторону города Атланты. Проходит через центр столицы штата и пересекает магистрали I-75 и I-85.

### Южная Каролина
Обходит столицу штата Колумбию на севере, затем пересекает реку Уотери и направляется к городу Флоренс (англ.), в котором заканчивается на пересечении с I-95.